# Fight Night (spelserie)
Fight Night är en serie boxningsspel från EA Sports (EA Games). I serien finns hittills fyra spel.
1. Fight Night 2004 (2004) för Playstation 2 och Xbox
2. Fight Night Round 2 (2005) för Playstation 2, Xbox och GameCube
3. Fight Night Round 3 (2006) för Xbox, Xbox 360, Playstation Portable, Playstation 2 och Playstation 3
4. Fight Night Round 4 (2009) för PlayStation 3 och Xbox 360.